# KTM-1
KTM-1 (russisch КТМ-1) ist die Bezeichnung eines von der Kirow-Ust-Katawer Waggonbaufabrik in Ust-Kataw (Russland) gebauten vierachsigen Straßenbahn-Triebwagentyps. Die Abkürzung KTM bedeutet Kirowski Tramwaj Motorny (russ. Кировский Трамвай Моторный, Kirower Triebwagen), die Zahl 1 entspricht dem ersten Entwurf des Herstellers.
Diese Wagen fuhren in Moskau, Gorki, Odessa und vielen anderen sowjetischen Städten von 1948 bis 1986. Gewöhnlich fuhren die Triebwagen zusammen mit einem KTP-1-Beiwagen (russ. КТП-1 – Кировский трамвай прицепной, Kirowski Tramwaj Prizepnoj, Kirower Beiwagen).